# Conrad Malte-Brun
Conrad Malte-Brun (Thisted, Dinamarca, 12 de agosto de 1755 - París, Francia, 14 de diciembre de 1826) fue un geógrafo danés-francés y periodista.

## Biografía
Nació en Thisted (Dinamarca) siendo hijo de un administrador de tierras de la corona danesa. Malte-Brun estaba destinado a una carrera como pastor, pero prefirió asistir a clases en la Universidad de Copenhague, y se convirtió en un partidario de la Revolución Francesa y activista en favor de la libertad de la prensa. Después de las duras leyes de censura instituidas por el danés príncipe heredero Federico, en septiembre de 1799, fue acusado por sus muchos panfletos que contenían la crítica abierta al gobierno, algo que las nuevas leyes de censura prohibió. El caso de Peter Andreas Heiberg, quien por delitos similares había sido condenado al exilio en la Navidad de 1799 no hizo a Malte-Brun ser optimista sobre sus posibilidades. 
Por tanto, abandonó el país antes de la sentencia de la corte (que se realizó por primera vez a finales de 1800) que se había establecido por primera vez en Suecia y más tarde en la ciudad de Hamburgo.
Malte-Brun llegó a Francia en noviembre de 1799, y comenzó a trabajar en un tratado de geografía pensado como un regalo a su país adoptivo. Esto se logró con la ayuda de Edme Mentelle, profesor en la École Normale que juntos produjeron el libro Géographie mathématique, físico et politique de toutes les partes du monde (Geografía matemática, Geografía física y Geografía política de todas las partes del mundo) publicado entre 1803 y 1812.
Llegó a ser muy conocido después de contribuir Tableau de la Pologne, un tratado sobre la geografía de Polonia (en 1807, cuando las tropas del imperio estableció por primera vez la tutela de Francia en la región). En 1822-1824, se desempeñó como el primer secretario general de la recién fundada Sociedad de Geografía.
El origen del nombre Oceanía fue acuñado por el geógrafo Conrad Malte-Brun en 1812; Océanie proviene del griego okeanos 'océano'.2
Murió en París en 1826, cuando él estaba realizando la versión final de su obra principal, el Précis de Géographie Universelle  ou Description de toutes les partes du monde (Breviario de Geografía universal o Descripción de todas las partes del mundo).

## Trivia
- Su segundo hijo, Victor Adolphe Malte-Brun, también fue geógrafo.
- Oceanía proviene de Océanie por Conrad Malte-Brun en 1812 del griego Okeanòs.
- Malte-Brun fue el primero en sugerir la importación de camellos en Australia ya que en este país abundan los desiertos cálidos.

- Datos: Q980235
- Multimedia: Malthe Conrad Bruun / Q980235